# Jeroným Besnecker
Jeroným Besnecker O.Cist. (1678 Cheb – 14. června 1747 (1749) Osek u Duchcova) byl česko-německý cisterciácký mnich a v letech 1726–1747 v pořadí 35. opat kláštera v Oseku u Duchcova.

## Život

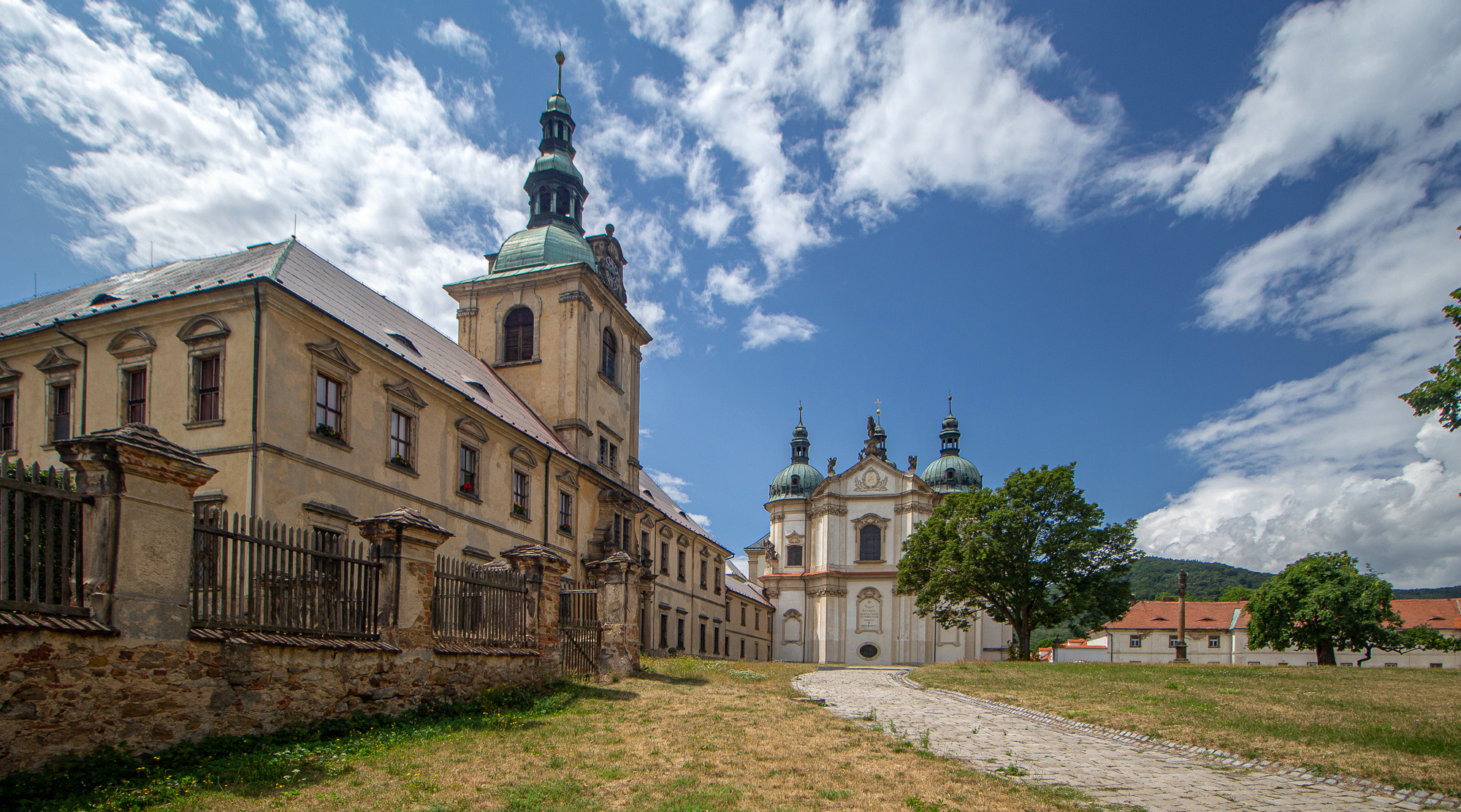
Osecký klášter

Jeroným Besnecker pocházel z Chebu. Vstoupil do oseckého kláštera, kde složil řeholní sliby a byl vysvěcen na kněze. V roce 1726 zemřel osecký opat Benedikt Littwerig, a komunita zvolila opatem právě Besneckera.
Besnecker byl opatem 21 let. Za něj byla dokončena stavba areálu poutního kostela v Mariánských Radčicích, v Oseku byly založeny okrasné zahrady u kláštera, a ve Vtelně u Mostu (farnost inkorporovaná oseckému klášteru) byl vybudován nový barokní farní kostel podle projektu Octavia Broggia. Také byly vybudovány výklenkové kaple Sedmi bolestí Panny Marie podél poutní cesty z Libkovic do Mariánských Radčic (později přemístěny do Vtelna ke kostelu).